# Київська капела бандуристів
Київська капела бандуристів — український музичний колектив, організований, В. Ємцем за сприяння Гетьмана Павла Скоропадського. Відлічує свою історію з серпня 1918 року, відколи бандуристом Василем Ємцем був заснований «Кобзарський хор» і були проведена перша репетиція колективу. Припинив існування в квітні 1919-го, відновився в грудні 1923 р. а знову припинив існування в жовтні 1934 р. В жовтні 1935 р. залишки учасників гурту були об'єднані з залишками Полтавської капели бандуристів (яка також припинила існувати в жовтні 1934 р.), і була створена Об'єднана зразкова капела бандуристів.

## Історія

### Передісторія

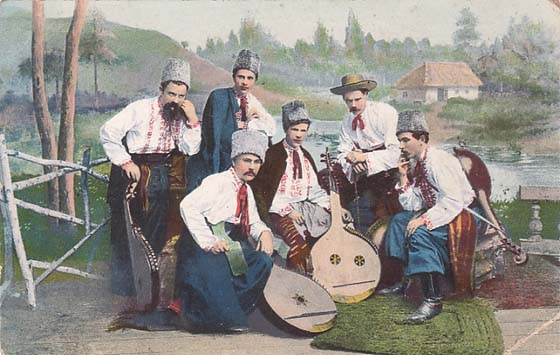
Менська капела бандуристів (1908). На фотографії: 1. Кашуба (Кошуба) Марко Пилипович (1875—1934), 2. Копань (Копан) Георгій Якович (1890—1937) 3. Панченко Федір Петрович, (без бандури) 4) Сидить Потапенко Василь Васильович, (колишній поводир Т. Пархоменка) 5) Яценко в капелюсі (організатор капели) (1870-1935) 6) Войцех Григорій Євтихович (1877—1937)

В серпні 1902 року, в Харкові провели XII археологічний з'їзд, на якому Гнат Хоткевич організував лекцію та концерт з виступом кобзарів та лірників. Крім виступу окремих кобзарів, було підготовано ансамблевий виступ, який мав значний успіх і вплинув на формування майбутніх кобзарських колективів.
В 1904 в Москві на концерті для збирання коштів навчальних потеб українських студентів виступив квартет молодих зрячих бандуристів в складі Г. Хоткевича, А. Чайковського, В. Шевченка та А. Волощенка.
В Києві перший в Україні колектив зрячих бандуристів був створений з студентів Київського університету в 1906—1909 роках під керівництвом Михайла Домонтовича. Колектив складався з 6-ти учасників і часто виступав на українських громадських подіях довкола міста.
В 1910 р. короткий час існував ансамбль, який складався з учнів класу гри на бандурі музичної школи Лисенка, де викладав кобзар Іван Кучеренко. Відомо також, що бандури для школи виготовив кобзар, майстер бандур родом з Чернігівщини — Петро Бондар.
В 1910 в Мені на Чернігівщині бандурист Г. Яценко зорганізував капелу бандуристів яку керував учень чернігівського кобзаря Т. Пархоменка - Василь Потапенко. Деякі учасники включилися до створено в Києві кобзарського хору пк В Ємця. 
Думка про створення кобзарського колективу виникла у Василя Ємця в 1911 р. після концерту кобзарського квартету в Охтирці, де грала група слобідських кобзарів під керівництва кобзаря Івана Кучеренка. На задум Ємця вплинуло також й існування кобзарського колективу під керівництвом В. Шевченка, при українському товаристві «Кобзар» в Москві, де Ємець вчився у 1913—1914 рр., а також певні спроби та експерименти, які він провів на Кубані в 1913 р.

### Кобзарський хор (1918—1919)
У травні 1918-го оголошення про створення колективу були надруковані в газетах «Відродження», «Робітнича газета» та «Народна воля». Репетиції колективу почалися в серпні того ж року.
Перший концерт відбувся в неділю 3-го листопада 1918 р. Гроші за оренду зали сплатив гетьман Скоропадський. Концерт відбувся у другій за розмірами залі Києва — Театрі «Берґоньє» (сьогодні приміщення теату Лесі Українки).
Програма першого концерту включала:
- Гей нумо хлопці до зброї — обр. В. Ємця — Інструментальний твір
- Про Морозенка (соло)
- Та літа орел — обр. В. Ємця
- Про смерть козака (соло)
- Ой, на горі та женці жнуть — обр. В. Ємця
- Ми гайдамаки
- Я сьогодні щось дуже сумую — (соло)
- Виклик — Інструментальний твір (Варіації на теми Ніч така місячна);— обр. В. Ємця
- Гопак — (за М. Кропивницьким)
- Тарасова ніч — соло В. Ємець
- Ой, що ж що за шум — обр. В. Ємця
- Киселик — соло
- Та вже років двісті
- Гей, не дивуйте добрії люди
- Ой, за гаєм, гаєм
- Горлиця — Інструментальний твір
- Гречаники
- Не пора
- Ще не вмерла України ні слава, ні воля

Потім були гучні виступи в Українському робітничому домі, Купецькому зібранні, Українському молодому театрі Леся Курбаса, де серед інших були присутні багато військових.
Коли до влади прийшла Директорія, Кобзарський хор виступив у великій залі міністерства Народної освіти — на бенкеті Директорії, потім виступав для Українського козацтва — на Печерську, в Олексіївському парку, в Луцьких казармах, де були розташовані Січові стрільці. Полковник Василь Кучабський від імені стрілецтва вітав бандуристів. У своїй промові він ставив зіграність хору в приклад вояцтву, кажучи, що, коли вояки будуть змагатись за Україну душа в душу, нога в ногу «отак карно, як карно, струна в струну, продзвеніли бандури та пролунали голоси кобзарів — можемо бути певні, що воля України буде забезпечена».
В березні 1919 р., після концерту, присвяченому Тарасу Шевченкові, який відбувся на Шулявці, з захопленням влади більшовиками колектив припинив своє існування.
Учасниками першого кобзарського колективу були: В. Ємець, М. Теліга, Григорій Андрійчик, Федір Панченко, Яків Цебренко, Сава Діброва, Григорій Копан, Андрій Слідюк. Усі крім В. Ємець та М. Теліга, які виїхали на Захід, зазнали жорстокого переслідування від більшовиків.

### Київська капела бандуристів (1923—1934)

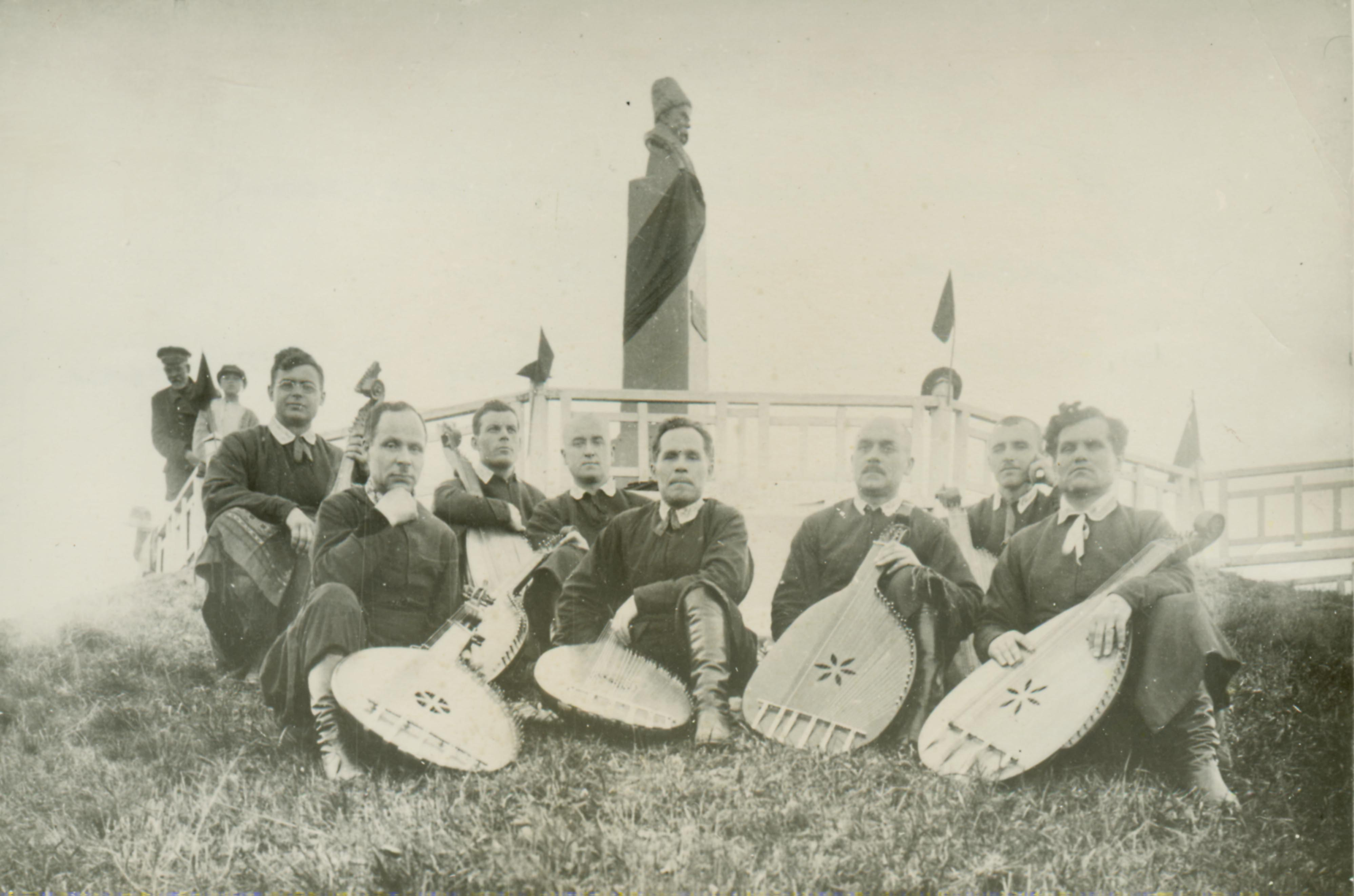
Київська капела бандуристів в Каневі 1925 р.

У 1923 р. відновила свою діяльність під керівництвом учасника попередної капели Григорія Копана. Згодом її очолив колишній поводир кобзаря Т. Пархоменка, Василь Потапенко який переселився з Мени до Києва. В 1925 році художнім керівником став Михайло Полотай котрий в той час вчився в Київській консерваторії.
На рекламі концерту 1923 року заявлено 6 учасників. В 1925 р. (Кашуба Марко Пилипович (1875—1934), Копань Григорій Якович (1890—1937), Федір Панченко, Потапенко Василь Василєвич, Григорій Яценко, Войцех Григорій Євтихович (1877—1937)), з приходом бандуристів М. Полотая та В. Потапенка, колектив роширився до 8-ми виконавців, в 1927 р. він налічував 10 учасників. Колектив розширив свою діяльність численними концертами по Україні, що сприяло популяризації в Україні як капели, так кобзарства загалом.
У 1930 р. керівництво колективу перейняв М. Опришко, а з 1933 р. капелою керував Борис Данилевський. У січні — жовтні 1934 р. колектив було реорганізовано шляхом об'єднання з Полтавською капелою бандуристів.

## Склад

### Диригенти та мистецькі керівники
1. Василь Ємець (1918—1919)
2. Георгій Копан (1923—1925)
3. Михайло Полотай (1925—1928)
4. Дмитро Андрусенко (1928—1930)
5. Микола Опришко (1930—1933)
6. Борис Данилевський (1933)
7. Микола Михайлов (1934)

### Неповний список учасників Капели бандуристів
- Григорій Ісаєвич Андрійчик, КФ (1918—1934) розстріляний в 1938 р.
- Іван Борець, ПКБ, (1927—1937) розстріляний
- Войцех Григорій Євттихович (1923—1937) репресований,
- Борис Данилевський, (1931-) заарештований в 1934 р.
- Діброва Сава 1918, (1918—1919) розстріляний
- Олексій Дзюбенко, КФ (1931—1945)
- Федір Дорошко, (1923—1938) розстріляний
- Й. Кашуба, (1923—1938) розстріляний в червні 1934р,
- Комаренко Григорій Іванович, (1923-
- Конопліч Кіндрат Михайлович (1927—1929), розстріляний
- Григорій Копан, (Копань) (1918—1938) розстріляний
- О. Костецький, КФ, (1931 -)
- М. Михайлів, КФ, (1931—1936) згинув на гастролі
- Опришко Микола (1931—1942) згинув на фронті
- Панченко Федір Петрович. Один з засновників Першої капели бандуристів (1918 р.) у Києві.
- Тимофій Пивко, КФ, (1931-) виїхав у США
- Василь Потапенко, (1925—1933) репресований в 1928
- Василь Похил, КФ, (1931-5
- Слідюк Андрій, 1918-19, - розстріляний
- Й. Сніжний, (1925—1928) заарештований, пізніше втікає в Китай а потім в Аргентину.
- С. Сотниченко, (1918—1919) розстріляний
- Теліга Михайло (1918-1942) розстріляний
- Яків Цебренко, (1918-19)
- Цибулів Іван, КФ, (1931-5-
- Федько Андрій, КФ, (1931-5-
- О. Шлеюк, КФ (1931-5)
- Овран Яценко, (1923—1935) розстріляний